# Maria Schade
Maria Schade geb. Teichmann (* 31. Dezember 1939 in Dresden) ist eine deutsche Textilgestalterin.

## Leben
Maria Schade wurde als Tochter des Kunstmalers Alfred Teichmann und seiner Frau Maria, geborene Missullis, geboren und wuchs im Dresdener Stadtteil Innere Neustadt auf. Nach dem Abitur studierte sie von 1958 bis 1962 Kunsterziehung und Germanistik am Pädagogischen Institut Dresden. Während des Studiums erlernte sie zudem die Technik der Wachsbatik.
Im Jahr 1963 zog sie nach Berlin und besuchte Kurse an der Kunsthochschule Berlin-Weißensee, um sich dann als Malerin zu etablieren. Da der Verband Bildender Künstler der DDR wegen der großen Nachfrage fast nur noch Bewerber aufnahm, die einen Studienabschluss in Malerei vorweisen konnten, erinnerte sich Schade an die unter Künstlern wenig verbreitete Technik der Wachsbatik. Mit abstrakt gestalteten Stoffen in dieser Technik und mit der Unterstützung von Hannelore Wedemeyer, Chefgestalterin des Fachbereichs Modeentwicklung am Modeinstitut der DDR, sowie Elrid Metzkes als Mentorinnen wurde Schade 1981 in den Verband Bildender Künstler aufgenommen.
Schade ist seit 1962 mit dem Kunsthistoriker Werner Schade verheiratet. Das Ehepaar hat zwei Söhne und lebt seit 1968 im Nicolaihaus.

## Werk
Schade arbeitete zunächst als Malerin und später als Textilgestalterin freischaffend und arbeitet zumeist mit Wachs und Indanthren-Farben auf Seide, seltener auf Baumwollstoffen. Das primäre Werk ist die mehrfach teilweise mit Wachs abgedeckte und gefärbte Stoffbahn, die entweder als Wandbehang verwendet oder zu einem Kleidungsstück weiterverarbeitet werden kann. Kleinere Stoffe verarbeitet Schade häufig zu Schals und Tüchern. Aus größeren Stoffen fertigt sie vorzugsweise Kimonos. Der Kulturwissenschaftler Hans-Peter Jakobson († 2020) charakterisierte Schades Werk folgendermaßen:

„Für mich entfalten sich ihre ausgesprochene malerische Sensibilität und das Materialempfinden besonders reich auf den Seidenbahnen. Das gilt für matt glänzende Gewebe wie für duftigen Georgette. Kostbar werden sie mir auch, weil ich in den feinsten und diffizilsten Farbspielen oder Strukturen der von Anfang bis Ende konsequent durchgearbeiteten Gesamtkompositionen schöpferische Intensität spüre. Nicht nur, daß jede Bahn ein charaktervolles Unikat ist, sie drückt auch jeweilige seelische Zustände der Künstlerin aus. Hier ist es die malerische Dichte einer dunklen Tonigkeit, deren feierliche Strenge durch unendliche feine Abstufungen in Rhombenmuster und durch Bruchstrukturen verlebendigt wird. Dort wirkt die milde Leuchtkraft matter Grün- und silbriger Grautöne, bei einem weiteren die kraftvolle Bewegung einer hellen Form auf dunklerem Grund. So verleiht der vollendete Einklang aller Elemente den Schöpfungen ihre enorme Ausstrahlung.“

## Auszeichnungen
- 1999: Bayerischer Staatspreis auf der 51. Internationalen Handwerksmesse München
- 2006: 1. Preis der 5. Zeughausmesse in Berlin

## Ausstellungen (Auswahl)
- 1984: Galerie am Boulevard, Rostock
- 1987: Staatlicher Kunsthandel der DDR, Studio-Galerie, Berlin.[4]
- 1987/88: X. Kunstausstellung der DDR in Dresden[5]
- 1989: Burggalerie, Magdeburg
- 1991: Galerie Kunsthandwerk der Handwerkskammer zu Köln, Köln[6]
- 1992: Kunstgewerbemuseum Berlin
- 1993: Museum für Angewandte Kunst Gera[7]
- 1993: Universitätsmuseum Marburg
- 1994: Burggalerie, Creutzburg
- 1994: Galerie Mittelstraße, Potsdam
- 1995: Rahmengalerie Olaf Lemke, Berlin
- 1997: Kunstgewerbemuseum Kopenhagen[8]
- 1997: Schul- und Bethaus, Alt-Langsow
- 1998: Galerie van Alom, Berlin
- 1999: Museum für Kunst und Gewerbe Hamburg
- 2001/02: Theodor-Zink-Museum, Kaiserslautern[9]
- 2003: Gohliser Schlösschen, Leipzig
- 2004: Gutshaus, Gottin (Mecklenburg)
- 2005: Deutsches Textilmuseum Krefeld[10]
- 2018: Kunstgewerbeverein Frankfurt am Main[11]
- 2022: Zeughausmesse Berlin[12]
- 2023: Kunstgewerbemuseum Berlin: Vier Elemente – Handwerk und Design aus Paris und Berlin[13]
- 2024: Museum für Angewandte Kunst Gera: Von Art déco bis DDR-Design – 40 Jahre Museum für Angewandte Kunst[14]

## Öffentliche Sammlungen mit Arbeiten Maria Schades
- Staatliche Museen Preußischer Kulturbesitz / Kunstgewerbemuseum Berlin
- Lotte-Reimers-Stiftung, Deidesheim
- Museum für Angewandte Kunst Gera
- Museum für Kunst und Gewerbe Hamburg
- Theodor-Zink-Museum, Kaiserslautern
- Deutsches Textilmuseum, Krefeld
- Grassimuseum, Leipzig
- Victoria and Albert Museum, London
- Universitätsmuseum Marburg

## Film
- Anna Ilin: Maria Schade – Arbeit am Stoff. Deutschland, 2020–2022 (mehrere Versionen).[15][16]